# Силия Рийс
Силия Рийс (на английски: Celia Rees) е английска писателка на произведения в жанра юношеско фентъзи, трилър, хорър, исторически роман и детска литература.

## Биография и творчество
Силия Рийс е родена на 17 юни 1949 г. в Солихъл, Западен Мидландс, Англия. Завършва девическата гимназия „Тюдор Грейндж“, Кингшърст. Получава бакалавърска степен по история и политика от университета Уоруик и магистърска степен по педагогика от университета в Бирмингам.
След дипломирането си работи като учителка и преподава английски език в общообразователни училища в Ковънтри в продължение на шестнадесет години. Започва да пише с намерение „да пише за юноши, книги, които биха искали да прочетат, почти възрастни по стил и съдържание“. Напуска работата си през 1989 г. Работи на непълно работно време в допълнителното образование и като преподавател по отворени изследвания в Университета Уоруик. Посвещава на писателската си кариера през 1997 г.
Първият ѝ роман „Всяка ваша стъпка“ (Every Step You Take) е издаден през 1993 г. и е трилър за юноши. Последван е от много други трилъри, хоръри и свръхестествени истории.
Най-известна става с историческите си романи. През 2000 г. е издаден романа ѝ „Малката вещица“ от едноименната поредица. Едно момиче попада случайно на страници от стар тристагодишен дневник и историята на своя връстница, живяла през седемнайсти век – историята на Мери, „малката вещица“, чиято баба е обесена за вещица, а тя бяга в Новия свят от преследване в Англия през седемнадесети век. Историята представя миналото и спомените за „лова на вещици“ в Средновековието.Книгата получава през 2003 г. годишната френска награда „Вещици“ за юношеска литература.
През 2020 г. е издаден първият ѝ роман за възрастни „Готварската книга на Мис Греъм от студената война“ (Miss Graham's Cold War Cookbook). В историята главната героиня Едит Греъм разследва нацистката шпионска мрежа останала след Втората световна под прикритието на автор на готварски книги и колумнист за готварски списания.
Романите на писателката са преведени на 28 езика по света.
Заедно с писателската си кариера е редовен преподавател за фондация Arvon, член е на Обществото на авторите, в чието ръководство е от 2016 г., и е била председател на групата писатели и илюстратори на детска литература.
Силия Рийс живее със семейството си в Роял Лемингтън Спа.

## Произведения

### Самостоятелни романи
- Every Step You Take (1993)
- The Bailey Game (1994)
- Colour Her Dead (1994)
- Midnight Hour (1997)
- Ghost Chamber (1997)
- The Soul Taker (1997)
- Truth or Dare (2000)
- The Cunning Man (2000)
- The Truth Out There (2000)
- Blood Sinister (2002)
- City of Shadows (2002)
- The Host Rides Out (2002)
- The Vanished (2003)
- A Trap in Time (2003)
- Pirates! (2003)
- The Wish House (2005)
- The Stone Testament (2007)
- Sovay (2008)
- The Fool's Girl (2010)
- This Is Not Forgiveness (2011)
- Glass Town Wars (2018)
- Miss Graham's Cold War Cookbook (2020)

### СерияH.A.U.N.T.S.
1. H Is for Haunting (1998)
2. A Is for Apparition (1998)
3. U Is for Unbeliever (1998)
4. N Is for Nightmare (1998)
5. T Is for Terror (1998)
6. S Is for Shudder (1998)

### Серия „Малката вещица“ (Witch Child)
1. Witch Child (2000)
Малката вещица, изд.: ИК „Еднорог“, София (2005), прев. Стефан Аврамов
2. Sorceress (2002)